# Europese weg 018
De Europese Weg 018 of E018 is een Europese weg die in Kazachstan loopt van Zhezkazgan naar Ūspenka (Успенка) aan de Russische grens.

## Algemeen
De Europese weg 018 is een Klasse B-verbindingsweg en verbindt het Kazachse Zhezkazgan met het Kazachse Ūspenka en komt hiermee op een afstand van ongeveer 1130 kilometer. De route is door de UNECE in 2002/2003 als volgt vastgelegd: Zhezqazghan - Qaraghandy - Pavlodar - Ūspenka (Успенка).